# راندي جوستين
راندي جوستين هو لاعب هوكي الجليد كندي، ولد في 11 نوفمبر 1964.

## وصلات خارجية
- راندي جوستين على موقع دوري الهوكي الوطني (الإنجليزية)
- راندي جوستين على موقع EliteProspects.com (الإنجليزية)
- راندي جوستين على موقع HockeyDB.com (الإنجليزية)
- راندي جوستين على موقع Hockey-Reference.com (الإنجليزية)